# August och Johan Robert Nyström
August Nyström, född 20 september 1814 i Hållingstorp, Kristbergs socken, Östergötland, död 12 februari 1886 i Hållingstorp, och Johan Robert Nyström, född 1817 i Hållingstorp, död 30 mars 1890 i Hållingstorp, var svenska byggmästare och arkitekter. De var söner till arkitekten Abraham Bengtsson Nyström och fortsatte faderns företag. 

## Biografi
Sin första skolgång fick bröderna genom informator. År 1834 sändes de till Akademin för de fria konsterna i Stockholm. Som lärare vid arkitektutbildningen där fungerade Fredrik Silverstolpe, Carl Wilhelm Svedman och Per Axel Nyström. På akademien träffade de en blivande kompanjon, Fredrik Wilhelm Scholander. I skolan poängterades att ”en enkel, i antik stil författad byggnad har det värdigaste utseendet”.
Som färdiga arkitekter inlemmades de i faderns företag, där de började med att assistera på ritkontoret och verkstaden i Hållingstorp. Uppgifterna växte, och snart fick de ansvar för egna projekt. August Nyström fick hand om byggandet av ny kyrka i Skärkind och fick mycket beröm av prosten där, Anders Jacob Broman. 
År 1837 utnämndes August och Johan Robert Nyström till konduktörer ”med rätt att leda större offentliga byggprojekt i hela landet”. Våren 1843 gjorde bröderna en studieresa till Danmark och Tyskland och tog med hem avbildningar av byggnader och andra intressanta motiv. Efter hemkomsten följde en intensiv period där Abraham, August och Johan Nyström hjälptes åt inom firman. Faderns frånfälle 1849 kom överraskande och de fick nu överta 17 projekt som denne åtagit sig. Liksom fadern var bröderna ständigt överhopade med arbete och var tvungna att tacka nej till många förfrågningar. Även brodern Bengt Alfred Nyström deltog i familjens byggnadsverksamhet. År 1851 var han redan som 15-åring med vid de sista utsmyckningsarbetena i Öja kyrka i Södermanland. De äldre bröderna tog under 1860-talet en paus ifrån byggnadsverksamheten och reste till Medelhavsområdet, där de främst besökte Aten, Kreta och Rom. 
Beställarna hade stort förtroende för Nyströmarna, och de fick ofta beröm för sina alster. Som tack för insatserna vid Linköpings domkyrka tilldelades bröderna Vasaorden, August 1863 och Johan Robert 1870. År 1872 förlänades August Nyström medaljen Litteris et Artibus i guld av 8:e storleken.

## Verk

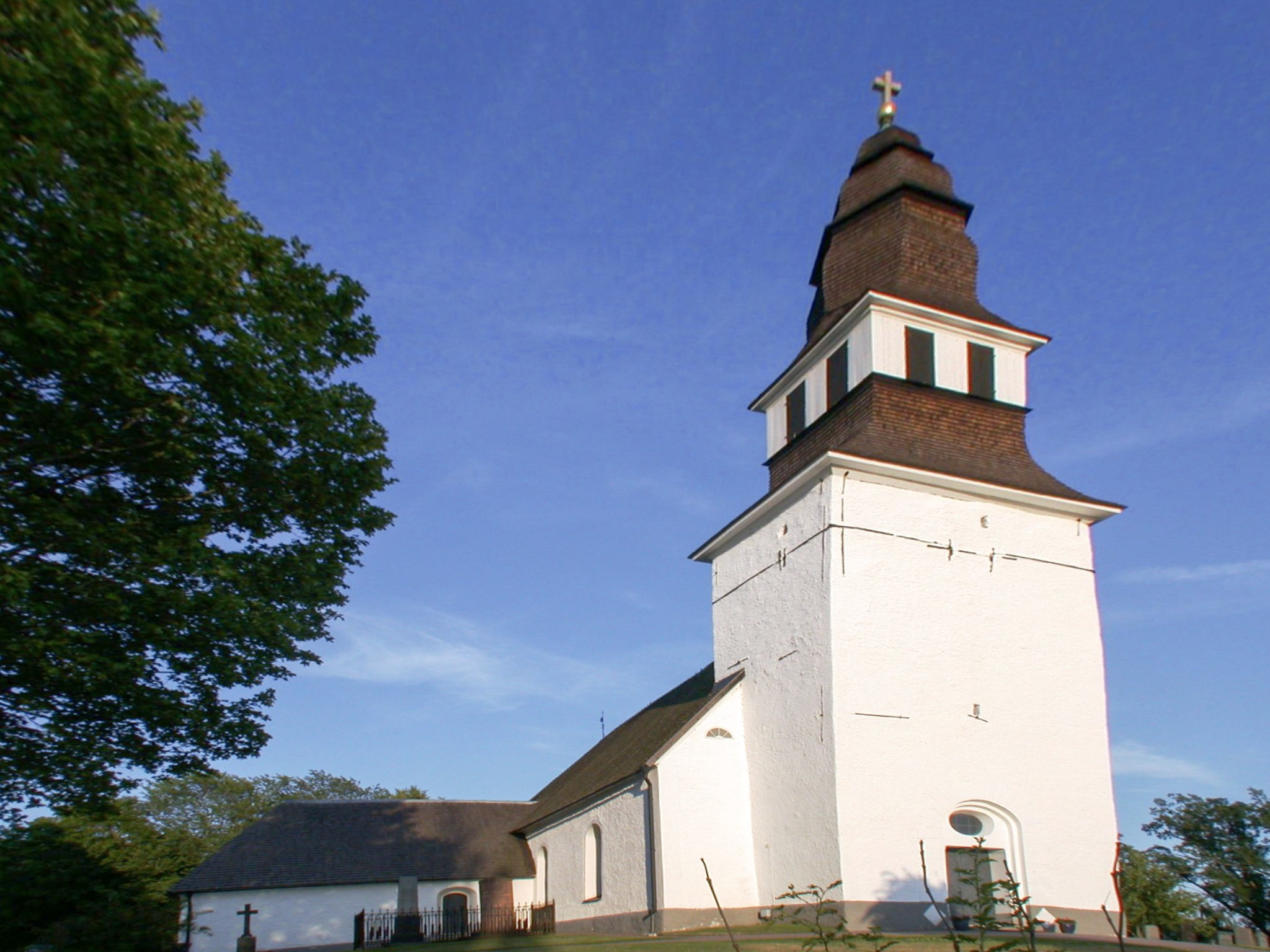
Kristbergs kyrka

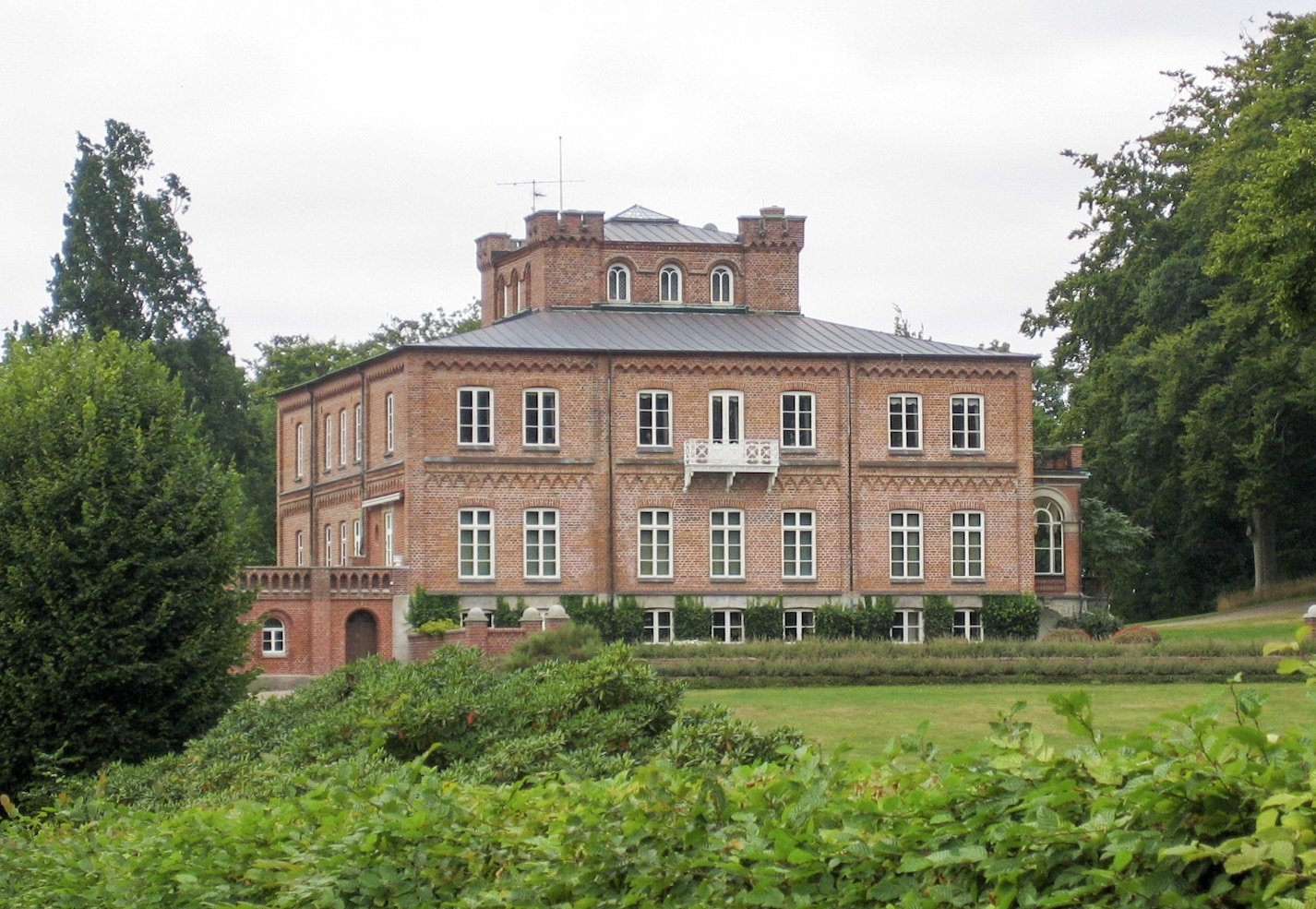
Charlottenlunds slott, Skåne

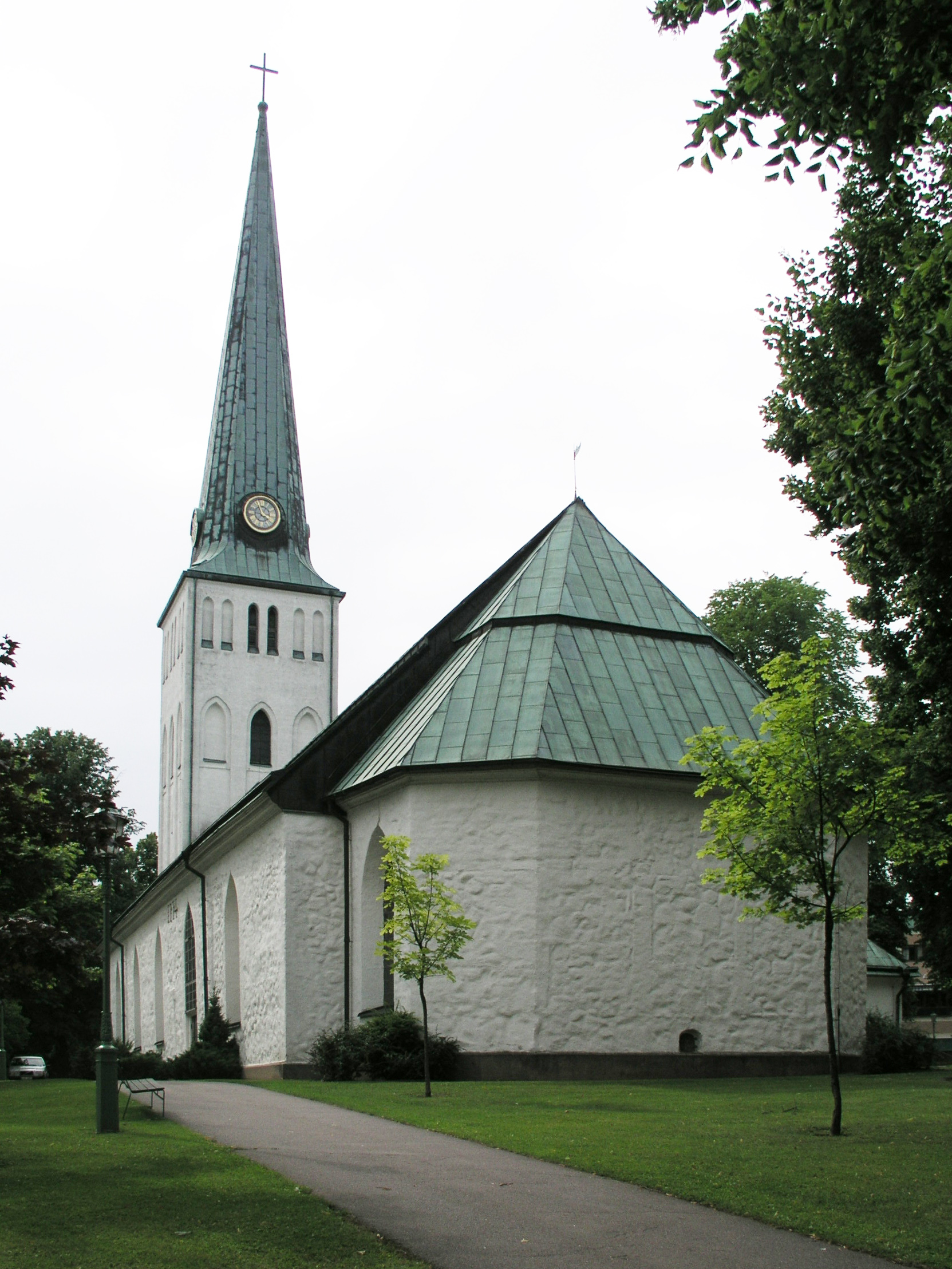
Motala kyrka, Östergötland

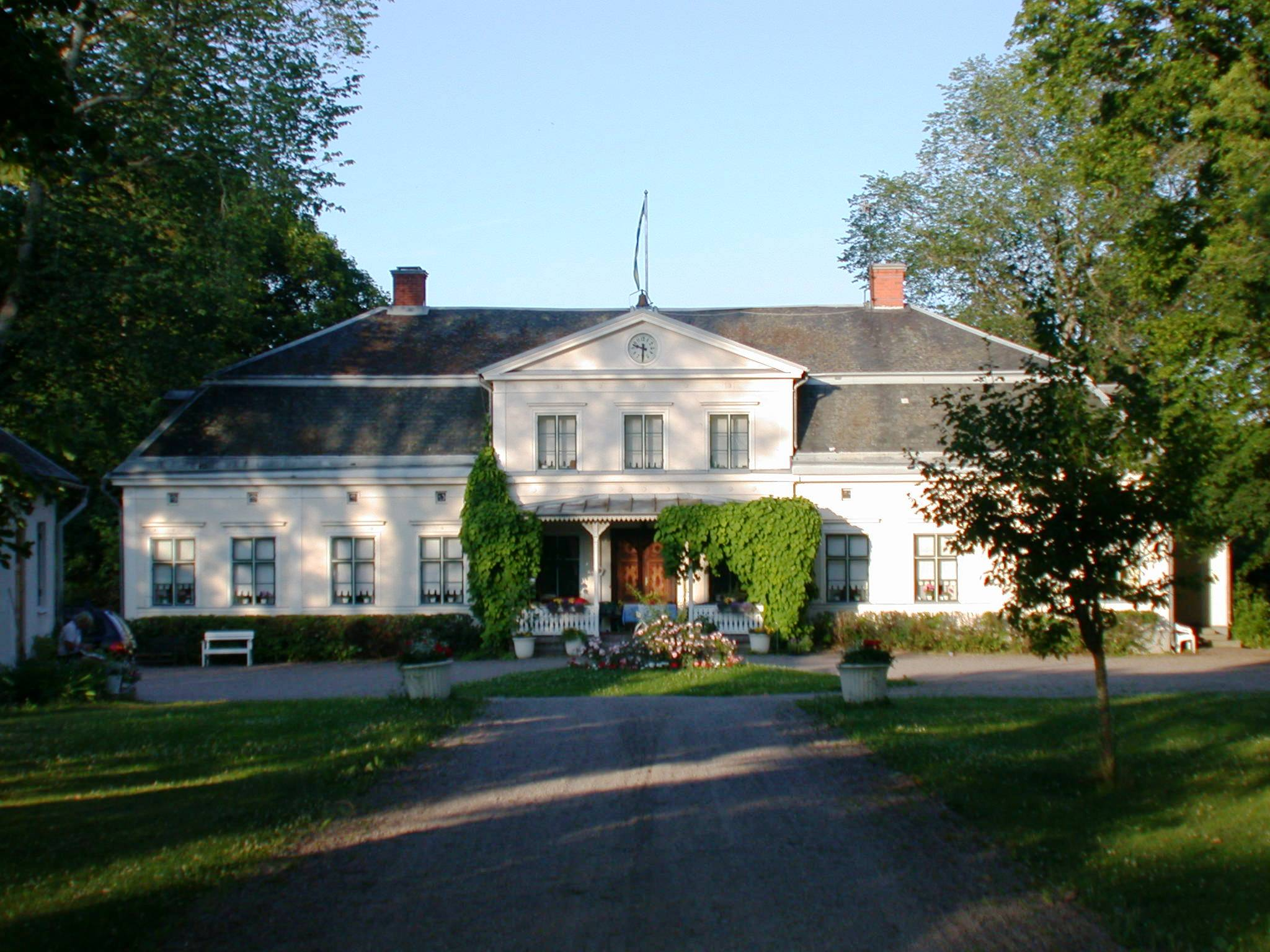
Brunneby herrgård, Östergötland

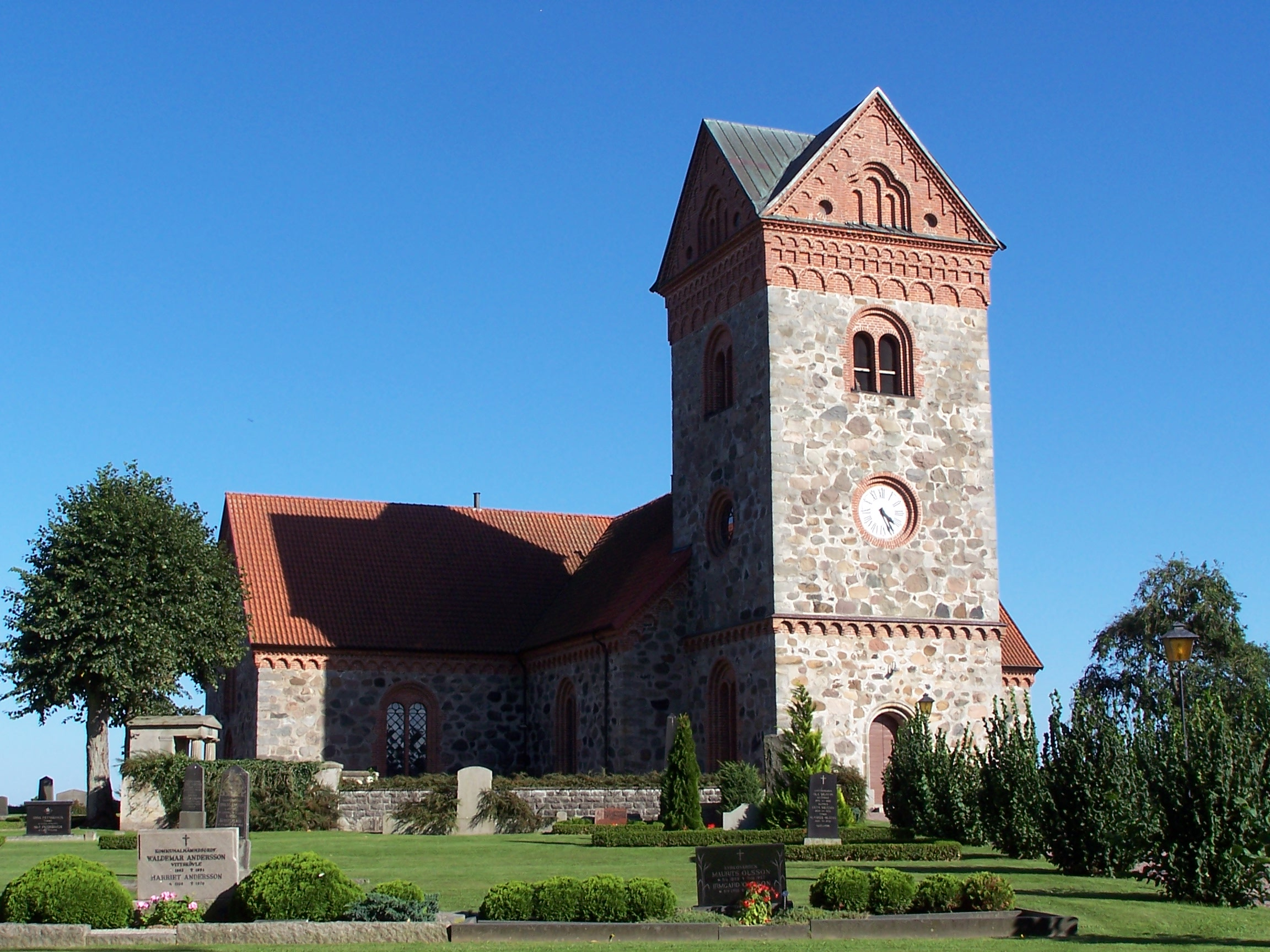
Torrlösa kyrka, Skåne

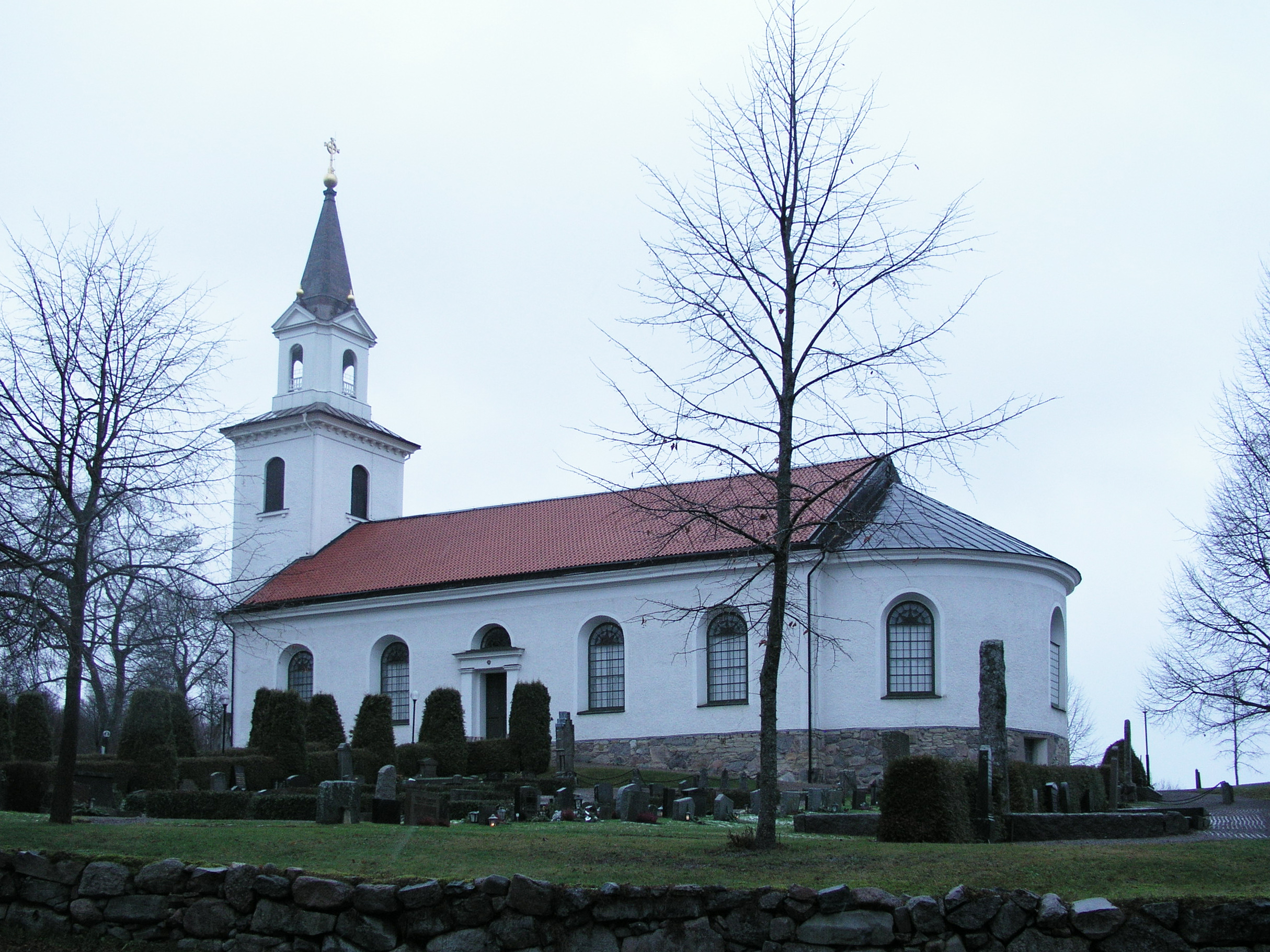
Törnevalla kyrka, Östergötland

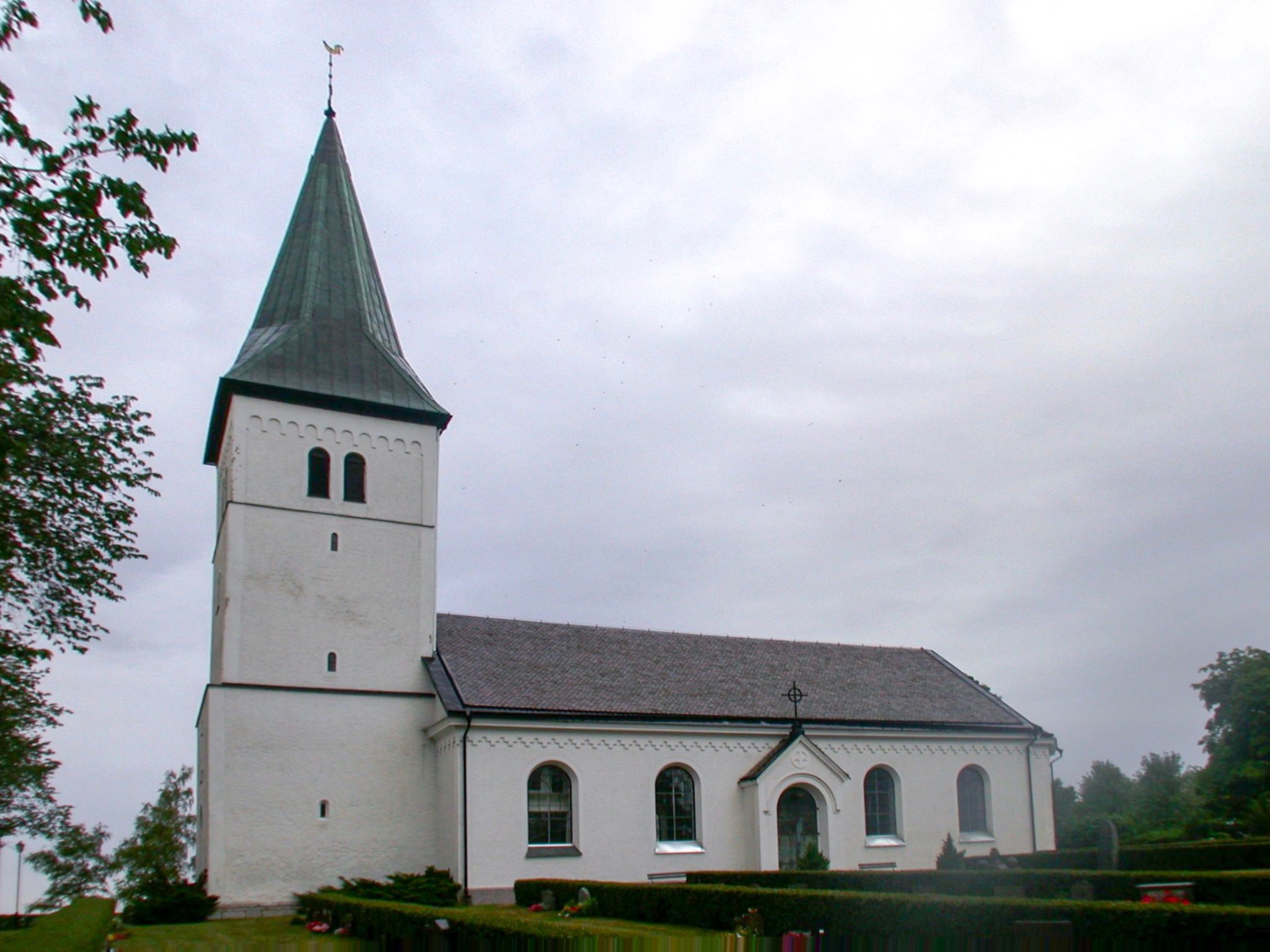
Fivelstads kyrka, Östergötland

- Valstads herrgård, Klockrike socken, Östergötland:
- Vadstena, Edenhjelmska huset
- Kristbergs kyrka, Östergötland: Abraham skänker en förgylld altarring gjord av herrar konduktörer August och Janne Nyström, 1830.
- Stora Sundby slott, Öja socken, Södermanland: Omvandling av slottet, nytt bad- och brygghus, orangeri, inspektorsbostad, stall, vagnshus, magasin, fyra statbyggnader, med mera, 1831-1848. I detta projekt deltog även Abrahams söner August, Johan Robert och Bengt Alfred i stor omfattning.
- Skärkinds kyrka, Östergötland: Abraham ritar och sonen August uppför en ny kyrka 1834-1836.
- Tumba pappersbruk, Södermanland: Abraham och August gör en ny grundläggning 1837.
- Vadstena, Vult von Steijerns villa: Ritad och byggd av Abraham och sonen August 1843-1844.  Delar av ursprungliga fasaddekoren har gått förlorade.
- Lilla Greby gård, Askeby socken, Östergötland: August ritar och uppför en flygelbyggnad 1846.
- Brokinds slott, Vårdnäs socken, Östergötland: August ritar och utför något arbete, 1846-1847
- Öja kyrka, Södermanland: Johan Robert Nyström dokumenterar den gamla kyrkan 1847. Efter arkitekt Carl-Gustaf Blom-Carlsson (1799-1868) bearbetning av Abrahams ritningsförslag, uppför Abraham en ny kyrka 1847-1849.
- Åsens gård, Västra Vingåkers socken, Södermanland: Abraham med söner ritar och uppför en karaktärsbyggnad 1847-1850.
- Charlottenlunds slott, Snårestads socken, Skåne: Slottsbygge av August och Johan Robert 1848.
- Täcktö mellangård, Klockrike socken, Östergötland: Efter ritning av Bengt Alfred 1848 uppför Abraham en huvudbyggnad 1848-1849.
- Gillorps gård, Lönsås socken, Östergötland: Johan Robert renoverar gården 1848.
- Säfstaholms slott, Västra Vingåkers socken, Södermanland: Totalrenovering
- Heda kyrka, Östergötland: Abraham anför att kyrkan kan räddas ”ehuru med svårighet”. Abraham får uppdraget men det blir August som utför arbetet 1849.
- Lambohofs säteri, Slaka socken, Östergötland: Vid Abrahams död övertar August byggandet av ett ”maschinhus” 1849.
- Sörby herrgård, Örtomta socken, Östergötland: August upprättar en ritning över säteriet 1849. Uppgifter om en planerad renovering saknas.
- Stjernsunds slott, Askersunds landsförsamling, Närke: Iståndsättning påbörjad av Abraham och slutförd av August och Johan Robert 1849-1853.
- Linköpings domkyrka, August och Johan Robert restaurerar domkyrkan 1848-1870: Dragstag monteras på vinden, strävpelarna muras om på säkrare grund, nyhuggning av masverk i de gotiska fönstren, de söndervittrade sydportalerna ersätts av nyhuggna kopior, Mariakorets skadade blindarkader lagas, med mera.
- Edeby herrgård, Ripsa socken, Södermanland: August renoverar huvudbyggnaden 1850.
- Västra Vingåkers kyrka, Södermanland: August bygger en klockvåning 1850.
- Biby herrgård, Gillberga socken, Södermanland: August bygger om den timrade huvudbyggnaden 1850-talet.
- Vadstena, Kylanderska huset vid Storgatan: Johan Robert ritar och bygger en glasveranda 1850. När huset revs 1969 räddades verandan och finns nu vid flygelbyggnaden på Bergenstråhlska gården.
- Yxnerums kyrka, Östergötland: Under Augusts överinseende får kyrkan nytt tak 1850.
- Händelö säteri, Sankt Johannes församling, Östergötland: August och Johan Robert ritar och bygger ett nytt karaktärshus 1850-1853.
- Gillberga kyrka, Södermanland, 1850
- Motala kyrka, 1851
- Ulfåsa slott, Ekebyborna socken, Östergötland: Johan Robert bygger om orangeriet 1851.
- Västerby herrgård, Vårdnäs socken, Östergötland: August och Johan Robert ritar och uppför en manbyggnad och en inspektorsflygel 1852-1856.
- Årdala kyrka, Södermanland: Genomgripande renovering efter ritningar utförda av konduktören A Nyström 1852, Lars Cnattingius finner dock osannolikt att familjen Nyström skulle presterat nygotisk stil i bänkar, korskrank och predikstol.
- Risinge, Risinge socken, Östergötland: August bygger en spåntork 1852.
- Svansäters gård, Kristbergs socken, Östergötland: Johannas bröder bygger några lador på 1850-talet.
- Sörstads gård, Vikingstads socken, Östergötland: Bröderna renoverar mangårdsbyggnaden 1853.
- Kulla Gunnarstorps slott, Allerums socken, Skåne: August och Johan Robert restaurerar slottet och river korsvirkesflyglarna 1853-1854.
- Ulfåsa slott, Ekebyborna socken, Östergötland: Johan Robert bygger ett avträde 1853.
- Vibyholms slott, Årdala socken, Södermanland, 1853
- Ekebyborna kyrka, Östergötland, resning av ny spira med tupp av August 1853.
- Råby gård, Ljungs socken, Östergötland: Johannas bröder August och Johan Robert bygger ny huvudbyggnad och ny loge 1853.
- Jakobsbergs säteri, Björnlunda socken, Södermanland: August och Johan Robert ritar och uppför ny huvudbyggnad 1854-1856.
- Ljusfors gods, Kullerstads socken, Östergötland: August ritar och uppför ny mangårdsbyggnad 1854-1858.
- Bankekinds kyrka, Östergötland, Johan Robert designar och installerar en ny predikstol 1854.
- Karlsby herrgård, Kristbergs socken, Östergötland, 1854.
- Strömsäters gård, Kristbergs socken, Östergötland: Bröderna ritar och uppför ett bostadshus 1854
- Ulfåsa slott, Ekebyborna socken, Östergötland: Johan Robert bygger en skola 1854.
- Bonnorps gård, Stjärnorps socken, Östergötland: August och Johan Robert ritar och uppför ny mangårdsbyggnad under 1850-talet (färdig 1856)
- Jordsäter, Kristbergs socken, Östergötland, arbetarbostad, 1855
- Vadstena, Nya hospitalet: Abraham upprättar ritningar till ny sjukhusbyggnad med kyrkolokal 1855. Byggnaderna jämte nytt sysslomansställe uppförs 1856-1861.
- Linköping, S:t Pers kvarter nr 48 (Hunnebergsgatan 8) och S:t Kors nr 40: (Storgatan 70): August ritar och uppför bostadshus på 1850-talet. Rivna.
- Stjernsunds slott, Askersunds landsförsamling, Närke. Inredning av biljardrum i ena flygelbyggnaden, 1856
- Kolbäcks gård, någon mil söder om Borensberg, Östergötland: Hjalmar ritar och bygger karaktärshuset på gården 1856. Numera rivet.
- Ulfåsa slott, Ekebyborna socken, Östergötland: Johan Robert bygger en pergola 1856.
- Marsjö gård, Västra Vingåkers socken, Södermanland: Bengt Alfred ritar och uppför mangårdsbyggnad 1856.
- Svartå bruksherrgård, Kvistbro socken, Närke: August och Johan Robert renoverar gården 1856.
- Mörlunda herrgård, Mörlunda socken, Småland: August och Johan Robert ritar och uppför mangårdsbyggnad 1856.
- Linköping, August renoverar Wallenbergs hus vid Djurgårdsgatan 17, 1856
- Gillberga kyrka, Södermanland. Efter ritningar av arkitekt Johan Fredrik Åbom bygger August om kyrkan 1856-1859
- Hässleby kyrka, Småland. Efter ritningar av Fredrik Wilhelm Scholander bygger August och Johan Robert en ny kyrka 1856
- Flemma gård, Stjärnorps socken, Östergötland: August och Johan Robert renoverar gården 1857.
- Torlunda gård, Vånga socken, Östergötland: August och Johan Robert bygger ny loge och nytt fähus 1857.
- Gransbo gård, Säby socken, Småland: Johan Robert ritar och uppför ny mangårdsbyggnad 1857.
- Valinge herrgård, Stigtomta socken, Södermanland: Johan Robert bygger en rikt utsmyckad veranda på huvudbyggnadens gavel 1857.
- Ulfåsa slott, Ekebyborna socken, Östergötland: Johan Robert bygger en veranda med balkong på slottets norra sida mot Boren, ett brygghus och en påbyggnad av parkhuset 1857.
- Vadstena, ”Hotell Wadstena” vid Rådhustorget: Om- och påbyggnad ev. av de nyströmska sönerna 1857-1858.
- Vadstena, Sysslomanbostället i hörnet mellan Lastköpingsgatan (tidigare Hospitalsgatan) och Klosterledsgatan (tidigare Jungfrugatan) är ritat och byggt av August och Johan Robert 1857.
- Vadstena, Kylanderska huset vid Storgatan, 1857
- Krigsbergs gård, Kristbergs socken, ekonomibyggnader 1858.
- Sörby gård, Brunneby socken, Östergötland: August och Johan Robert ritar och uppför ett karaktärshus med veranda 1858-1860.
- Brunneby herrgård, Brunneby socken, Östergötland: August ritar och leder ombyggnad: uppförande av frontespis och två verandor samt vitputsning av fasaderna 1858-1860.
- Stens gård, Östra Stenby socken, Östergötland: August och Johan Robert bygger ny huvudbyggnad 1858.
- Runstorps herrgård, Kimstads socken, Östergötland: 1858.
- Vadstena, Helgeandshuset vid torgets södra sida: Ombyggnad 1858.
- Rosendals gård, Vånga socken, Östergötland: August bygger om mangårdshuset 1859.
- Göstads säteri, Vånga socken, Östergötland: August och Johan Robert ritar och uppför en ny stor huvudbyggnad 1859.
- Ståthöga gård, Östergötland, (låg invid Norrköping): August uppför en mangårdsbyggnad 1859-1860.
- Ulfåsa slott, Ekebyborna socken, Östergötland: Johan Robert bygger ett stall, svinhus, vedbod och hönshus 1859
- Brunneby herrgård, Brunneby socken, grindvaktarstuga, 1859.
- Krigsbergs gård, Kristbergs socken: Bengt Alfred ritar och uppför byggnaderna 1859-1860.
- Motala kyrka. Johan Robert ritar och installerar en ny predikstol 1859. Han gör också ritning till ett nytt torn.
- Dylta gods, Axbergs socken, Närke: Efter ritningar av arkitekt Johan Fredrik Åbom uppför August och Johan Robert den nuvarande karaktärsbyggnaden 1860-1861.
- Bosgårds säteri, Västra Hargs socken, Östergötland: Bengt Alfred leder nybyggnad av mangårdshus 1860.
- Högby gård, Kristbergs socken, Östergötland: Hjalmar Nyström låter renovera gården och dess ekonomibyggnader under 1860-talet.
- Helgeslätts säteri, Västra Hargs socken, Östergötland: August bygger om huset 1860.
- Torrlösa kyrka, Skåne. Efter rekommendation av Carl Georg Brunius ritar och uppför bröderna ny kyrka omkring år 1860.
- Skrukarps gård, Klockrike socken: August och Johan Robert ritar och bygger ny huvudbyggnad 1860-1862.
- Sjögestads järngård, Vreta klosters socken, Östergötland, 1860.
- Grensholms gods, Vånga socken, Östergötland: August uppför en vinkelbyggnad 1860.
- Ulfåsa slott, Ekebyborna socken, Östergötland: Johan Robert gör en till- och ombyggnad av en flygel till mejeriet 1860.
- Vadstena klosterkyrka: Johan Robert sätter in tre nya fönster under 1860-talet.
- Veddige kyrka, Halland: Bröderna ritar en kyrka 1860.
- Nordsjö herrgård, Kristbergs socken, Östergötland: Om- och tillbyggnad 1860.
- Karlsby herrgård, Kristbergs socken, Östergötland: Om- och tillbyggnad 1860.
- Kvarns herrgård, Östergötland: August återuppbygger den på 1850-talet nedbrunna gården i ursprungligt skick omkring 1860.
- Torlunda gård, Vånga socken, Östergötland: August och Johan Robert gör en påbyggnad på gårdens bostadshus 1860.
- Vadstena, Guldströmska huset vid Stora torget: Bröderna Nyström utformar en enhetlig reveterad tvåvåningsbyggnad 1860. Delar av den ursprungliga fasaddekoren har gått förlorad.
- Vadstena hospitalskyrka, färdigställs 1860 av bröderna med August som arkitekt.
- Kristbergs prästgård, skola, sjukstuga, läkarbostad, församlingshem och ålderdomshem, Kristbergs socken, 1860.
- Skönnarbo herrgård, Tjällmo socken, Östergötland: August och Johan Robert ritar och uppför ny åbyggnad bestående av ett tvåvåningshus och fyra flygelbyggnader 1861, finns ej kvar.
- Årdala kyrka, Södermanland, 1861
- Vadstena, brygghus, 1861
- Vadstena, portvaktshus, 1861
- Opphems storgård, Tjärstads socken, Östergötland: August ritar ny mangårdsbyggnad 1862, uppförs ej.
- Sörby gård, Stjärnorps socken, Östergötland: August och Johan Robert uppför ny huvudbyggnad 1862.
- Vadstena, ”Fattig- och arbetshuset”, ritat av August och byggt av Johan Robert 1862. Stadshus 1929. Nu bostäder.
- Vadstena klosterkyrka, 1862.
- Vadstena, Gamla teatern: Byggande av bostad genom förlängning av teaterbyggnaden 1862.
- Karlsby gård, Kristbergs socken, Östergötland, 1863.
- Björnlunda kyrka, Södermanland: Johan Robert uppför det Wattrangska gravkoret  1863-1864.
- Björnlunda kyrka, Södermanland: August reser den Möllerska gjutjärnsgravvården 1864.
- Ruda gård, Brunneby socken, Östergötland: August och Johan Robert ritar och uppför huvudbyggnad 1864. Övervåningen förstörs genom brand 1869.
- Kolfalls gård, Stjärnorps socken, Östergötland: August ritar och bröderna gör en om- och tillbyggnad av huvudbyggnaden 1864-1865.
- Vadstena, Klostergatan 2, Tvåvånings reveterat butiks- och bostadshus eventuellt byggt av bröderna Nyström 1864.
- Kulla Gunnarstorps slott, Allerums socken, Skåne: Efter den danske arkitekten Christian Zwingman uppför bröderna slottets yngre del 1865-1868.
- Asks kyrka, Östergötland: August ritar upp och bygger nytt altare, Carl Gustaf Westell figurmålar predikstolen 1865.
- Claestorps gods, Östra Vingåkers socken, Södermanland: August gör en omfattande inre renovering av huvudbyggnaden 1865.
- Vadstena, Carlingska huset vid Stortorget: Ombyggt 1865.
- Sankt Nicolai kyrka, Örebro: August ritar och installerar nya fönster i kyrkan 1865.
- Örebro, Rådhuset: August ritar och installerar nya fönster i stadshuset 1865.
- Motala Mekaniska Verkstad, ”Föreningshuset”, 1865.
- Husbygårds säteri, Husby-Oppunda, Södermanland: Bröderna gör renoveringsarbeten 1866.
- Nordsjö herrgård, Kristbergs socken, Östergötland: August ritar och uppför karaktärshuset 1866-1867.
- Sjögestads järngård, Vreta klosters socken, Östergötland: August och Johan Robert ritar och bygger ny ladugård och mejeri 1866, nu rivna.
- Högsäters mangård, Stjärnorps socken, Östergötland, 1867-1868.
- Källstads kyrka, Östergötland: Efter ritningar av Johan Robert bygger bröderna en ny kyrka 1868-1869.
- Beckershofs gods, Östra Vingåkers socken, Södermanland: August ritar och bygger till en våning på gårdens huvudbyggnad 1868. Även nya ekonomibyggnader och renovering av några torp ingår.
- Högby kyrka, Östergötland: Efter ritningar av Albert Törnqvist, fasadritningar dock av August och Johan Robert, bygger bröderna en ny kyrka 1868-1872.
- Törnevalla kyrka, Östergötland: Johan Robert sätter in nya fönster och reser ny spira 1868.
- Karlsby herrgård, Kristbergs socken, Östergötland: August och Johan Robert totalrenoverar och inreder huset samt uppför tvenne flygelbyggnader 1868.
- Nordsjö herrgård, Kristbergs socken, Östergötland: Johan Robert uppför en veranda 1868.
- Hättorps herrgård, Tjällmo socken, Östergötland: 1869, eller eventuellt 1859-1861.
- Staby herrgård, Rystads socken, Östergötland: August bygger om huvudbyggnaden 1869.
- Brokinds slott, Östergötland: Johan Robert ritar och August uppför ett badhus med bassäng, 1869.
- Runstorps gård, Kimstads socken, Östergötland: August och Johan Robert genomför omfattande om- och tillbyggnadsarbeten 1869.
- Dylta gods, Axbergs socken, Närke: Efter ritningar av  Johan Fredrik Åbom uppför bröderna två flygelbyggnader 1869.
- Ruda gård, Brunneby socken, Östergötland: Bröderna reparera och återuppbygger den brandskadade övervåningen 1869.
- Halleby gods, Skärkinds socken, Östergötland: Johan Rober ritar 1870-1873 och uppför 1873-1874 ny huvudbyggnad.
- Hageby gård, Ekeby socken, Östergötland
- Sjögestads järngård, Vreta klosters socken, Östergötland: August och Johan Robert bygger nytt spannmålsmagasin 1870. Nu rivet.
- Askeby kyrka, Östergötland, 1870
- Duseborgs säteri, Gammalkils socken, Östergötland: Bröderna Nyström får nya uppdrag, dokumenterade i ritningar 1881.
- Västanå herrgård, Brunneby socken, Östergötland:: August och Johan Robert ritar och uppför ny karaktärsbyggnad åt systern Johanna 1872, samt under 1870-talet ny ladugård, brygghus och lusthus.
- Grytgöls herrgård, Hällestads socken, Östergötland: August reveterar och renoverar herrgården 1872.
- Bankestads gård, Hägerstads eller Västra Ed socken, 1872
- Västra Hargs kyrka, Östergötland: Johan Robert sätter in nya fönster och reser ny tornspira 1872.
- Lambohofs säteri, Slaka socken, Östergötland: August bygger en ny entrétrappa av kalksten 1872.
- Aske herrgård, Håtuna socken, Uppland, 1872
- Vegereds gård, Södermanland, några kilometer öster om Katrineholm: Johan Robert ritar och bygger en rikt utsmyckad veranda 1873.
- Hovs kyrka, Östergötland: Johan Robert ritar och installerar ny dopfunt 1873.
- Hogstads kyrka, Östergötland: Efter ritningar av Albert Törnqvist gör August och Johan Robert en större ombyggnad med ny predikstol, nya bänkar och ny torndörr 1874-1875.
- Borensberg: Bröderna bygger en skjutbana med avträde någon gång på 1870-talet.
- Askeby kyrka, Östergötland: 1876 gör August uppmätningar och ett skonsamt restaureringsförslag som inte följs av församlingen, vilken i stället anlitar annan byggare.
- Hogstad, Hogstads socken, Östergötland: Bröderna ritar och uppför en skola 1876.
- Ribbingshovs gods, Norra Vi socken, Östergötland: Johan Robert ritar två verandor 1876.
- Götevi säteri, Ekeby socken, Östergötland: August ritar och uppför ett karaktärshus, samtidigt rivs ett tidigare hus 1877.
- Högsäters gård, Stjärnorps socken, Östergötland, 1877.
- Kvarns herrgård, Kristbergs socken, Östergötland: Bröderna gör en ”vidbyggnad på norra gaveln” 1877.
- Helgeslätts säteri, Västra Hargs socken, Östergötland: August ritar och uppför två flygelbyggnader på 1870-talet. Nu rivna.
- Skrukarps gård, Klockrike socken, Östergötland: August och Johan Robert bygger ny ladugård 1877.
- Yxtaholm, Mellösa socken, Södermanland: Bröderna uppför ett tegelbruk 1878.
- Ljungs slott, Ljungs socken, Östergötland: August totalrenoverar slottet och flyglarna 1878.
- Chicago, förstaden Ravenswood: August ritar ett bostadshus någon gång under 1870-talet.
- Kristbergs kyrka, Östergötland, August och Johan Robert renoverar kyrkan: nytt golv, nya öppna bänkar, ny läktare, predikstolen flyttas och restaureras, gravkoren muras igen, med mera, 1879-1880.
- Väversunda, Östergötland: Johan Robert upprättar ritningar till en minnessten över Jöns Jacob Berzelius 1879.
- Ringarums kyrka, Östergötland: August restaurerar kyrkan 1880.
- Ekeby, Ekeby socken: August och Johan Robert ritar och uppför en skolbyggnad 1880.
- Linköping: August är teknisk och ekonomisk kontrollant vid uppförande av gymnastikhus invid domkyrkan och slottet, 1880-1881.
- Eksjö kyrka, Småland: August och Johan Robert upprättar ritningar till ny kyrka 1880, byggnationen påbörjas 1882.
- Stjärnorps slott, Stjärnorps socken, Östergötland: August gör en total inre renovering av de båda flygelbyggnaderna 1881.
- Fivelstads kyrka, Östergötland: Efter ritningar av arkitekt Albert Törnqvist bygger August ny kyrka 1881-1882.
- Herrestads kyrka, Östergötland: Johan Robert ritar och bygger nytt altare, ny port och tornspira och en upphängningsanordning för en kyrkklocka 1881.
- Väderstads kyrka, Östergötland: Johan Robert gör en ny predikstol 1881.
- Gerstorps herrgård: Kaga socken, Östergötland: August renoverar gården 1882.
- Hornsbergs herrgård, Hycklinge socken, Östergötland: Johan Robert utför en del inredningsarbeten 1883-1885.[förtydliga]
- Claestorps gods, Östra Vingåkers socken, Södermanland: Johan Robert bygger en veranda (balkong) på corps de logiet och utför diverse inredningsarbeten 1884.
- Kristbergs prästgård, Kristbergs socken, Östergötland, 1885.
- Sankt Laurentii kyrka, Söderköping: August avger 1885 ett utlåtande angående lämplig restaurering.
- Östra Hargs kyrka, Östergötland: Bröderna bygger nytt torn 1885.
- Ogestads herrgård, Odensvi socken, Småland: August upprättar 1885 ritningar till ny huvudbyggnad. Då han strax därefter går bort realiseras aldrig planerna.
- Kristbergs skola, Kristbergs socken, Östergötland, 1886

## Föräldrar
- Byggmästare, ekonomidirektör Abraham Bengtsson Nyström (1789-1849), Hållingstorp
- Margaretha Larsdotter (1794-1836), Helleberga gård

## Syskon
- Johanna Nyström (1821-1881), gift 1844 med August Wiberg (1811-1889)
- Hjalmar Nyström (1830-1892)
- Bengt Alfred Nyström (1833-1902), gift 1860 med Georgia Möller (1839-1917)